# Aphanistes crepuscularis
Aphanistes crepuscularis är en stekelart som beskrevs av Stephen Donald Hopper 1981. Aphanistes crepuscularis ingår i släktet Aphanistes och familjen brokparasitsteklar. Inga underarter finns listade i Catalogue of Life.